# کروماتوگرافی گازی–طیف‌سنجی جرمی

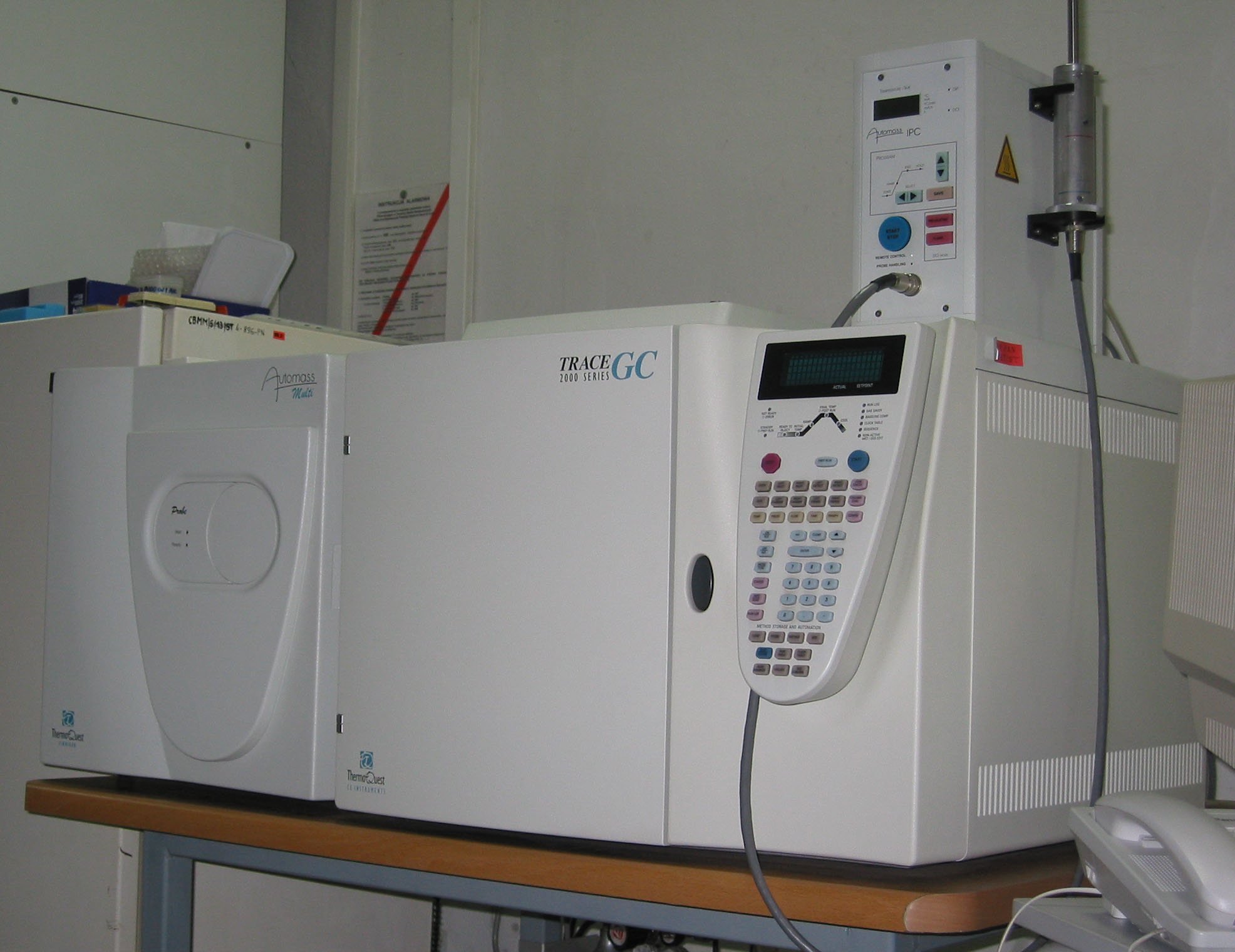
نمونه ای از ابزار GC-MS

کروماتوگرافی گازی–طیف‌سنجی جرمی (GC-MS) یک روش تحلیل شیمیایی است که ویژگی‌های کروماتوگرافی گازی و طیف‌سنجی جرمی را برای شناسایی مواد مختلف در یک نمونه آزمایشی ترکیب می‌کند. کاربردهای GC-MS شامل تشخیص مواد مخدر، تشخیص آتش‌سوزی، تجزیه و تحلیل محیطی، تشخیص مواد منفجره، و شناسایی نمونه‌های ناشناخته، از جمله نمونه‌های مواد به دست آمده از سیاره مریخ در طی مأموریت‌های کاوشگر در اوایل دهه ۱۹۷۰ است. GC-MS همچنین می‌تواند در امنیت فرودگاه برای شناسایی مواد موجود در چمدان یا درون بدن انسان استفاده شود. علاوه بر این، می‌تواند عناصر کمیاب را در موادی که قبلاً تصور می‌شد بیش از شناسایی متلاشی شده‌اند شناسایی کند. مانند کروماتوگرافی مایع–طیف‌سنجی جرمی، امکان تجزیه و تحلیل و تشخیص حتی مقادیر بسیار کمی از یک ماده را فراهم می‌کند.

## اتصال
برای اتصال این دو دستگاه تمهیداتی باید اندیشید از جمله نوع گاز حامل که معمولا هلیوم است.

## کتابشناسی
- Adams RP (2007). Identification of Essential Oil Components By Gas Chromatography/Mass Spectrometry. Allured Pub Corp. ISBN 978-1-932633-21-4.
- Adlard ER, Handley AJ (2001). Gas chromatographic techniques and applications. London: Sheffield Academic. ISBN 978-0-8493-0521-4.
- Barry EF, Grob RE (2004). Modern practice of gas chromatography. New York: Wiley-Interscience. ISBN 978-0-471-22983-4.
- Eiceman GA (2000). "Gas Chromatography".  In Meyers RA (ed.). Encyclopedia of Analytical Chemistry: Applications, Theory, and Instrumentation. Chichester: Wiley. p. 10627. ISBN 0-471-97670-9.
- Giannelli PC, Imwinkelried EJ (1999). "Drug Identification: Gas Chromatography.". Scientific Evidence. Vol. 2. Charlottesville: Lexis Law Publishing. p. 362. ISBN 0-327-04985-5.
- McEwen CN, Kitson FG, Larsen BS (1996). Gas chromatography and mass spectrometry: a practical guide. Boston: Academic Press. ISBN 978-0-12-483385-2.
- McMaster C, McMaster MC (1998). GC/MS: a practical user's guide. New York: Wiley. ISBN 978-0-471-24826-2.
- Message GM (1984). Practical aspects of gas chromatography/mass spectrometry. New York: Wiley. ISBN 978-0-471-06277-6.
- Niessen WM (2001). Current practice of gas chromatography–mass spectrometry. New York, N.Y: Marcel Dekker. ISBN 978-0-8247-0473-5.
- Weber A, Maurer HW, Pfleger K (2007). Mass Spectral and GC Data of Drugs, Poisons, Pesticides, Pollutants and Their Metabolites. Weinheim: Wiley-VCH. ISBN 978-3-527-31538-3.